# 希科里希爾鎮區 (伊利諾伊州韋恩縣)
希科里希爾鎮區（英語：Hickory Hill Township）是位於美國伊利諾伊州韋恩縣的一個行政鎮區。

## 地方資料
根據2010年美國人口普查的數據，希科里希爾鎮區的面積為110.50平方千米，當中陸地面積為110.40平方千米，而水域面積為0.10平方千米。當地共有人口407人，而人口密度為每平方千米3.68人。